# Melilotus albus
Il meliloto bianco (Melilotus albus Medik., 1787)  è una pianta appartenente alla famiglia delle Fabacee (o Leguminose).
È una pianta mellifera, visitata dalle api sia per il nettare che per il polline.